# Polyura praedictus
Polyura praedictus är en fjärilsart som beskrevs av Schröder och Colin G.Treadaway 1980. Polyura praedictus ingår i släktet Polyura och familjen praktfjärilar. Inga underarter finns listade i Catalogue of Life.